# Księżyce Hipokratesa

Księżyce Hipokratesa

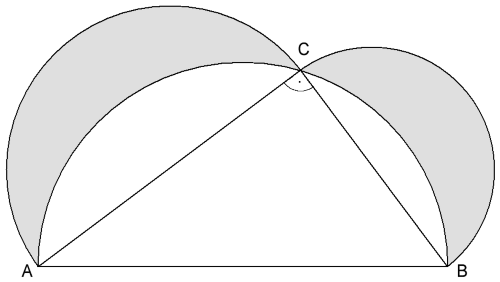
Księżyce Hipokratesa

Księżyce Hipokratesa – figury geometryczne w kształcie księżyców związane z wielokątem wpisanym w okrąg O. Są one ograniczone łukami okręgu O oraz półokręgami, których średnicami są boki danego wielokąta. Zostały odkryte przez Hipokratesa z Chios w trakcie jego prac nad problemem kwadratury koła. W przypadku gdy wielokąt jest prostokątem lub trójkątem prostokątnym suma pól księżyców Hipokratesa jest równa polu tego prostokąta lub trójkąta prostokątnego (odpowiednio).

Księżyce Hipokratesa dla trójkąta prostokątnego[a]. Suma pól księżyców Hipokratesa jest równa polu trójkąta
Księżyce Hipokratesa dla czworokąta wpisanego w okrąg